# Jean-Noël Grinda
Jean-Noël Grinda, né le 5 octobre 1936 à Boulogne-Billancourt, est un joueur de tennis français des années 1950 et 1960.

## Biographie
Né en région parisienne, Jean-Noël Grinda a grandi à Nice où il a fait ses études. Fils d'un chirurgien, il est le petit-fils de l'ancien ministre du travail Édouard Grinda. À 15 ans, il fait partie des principaux espoirs du tennis français. Très athlétique, il impressionne par sa condition physique (1 m 93 pour environ 90 kg). Lors de la Coupe Porée 1951, alors qu'il est mené 6-2, 5-1 par Jean Borotra, ce dernier décide d'abandonner sur balle de match afin de lui donner une chance pour la suite du tournoi.
Jean-Noël Grinda a remporté le tournoi junior de Roland-Garros en 1953. Il a atteint à huit reprises le troisième tour aux Internationaux de France. Son meilleur résultat en Grand Chelem est un huitième de finale à Wimbledon en 1959. Parmi ses principaux succès, citons une victoire sur Andrés Gimeno à Barcelone en 1957, trois titres consécutifs à la Coupe Macomber à Monte-Carlo (1958-1960), une victoire au Championnat de Paris en 1960 aux dépens de Robert Haillet. Il compte également un succès de prestige sur Rod Laver, récent vainqueur à Wimbledon, en finale du tournoi de Saint-Moritz en 1961.
Il est deux fois finaliste du National en 1961 contre Pierre Darmon et l'année suivante face à Gérard Pilet.
Sélectionné à 10 reprises en équipe de France de Coupe Davis, il a notamment joué en double aux côtés de Jean-Claude Molinari et Pierre Darmon entre 1959 et 1961, et avec François Jauffret en 1964. Il compte deux victoires sur la paire danoise Kurt Nielsen-Jorgen Ulrich.
Véritable « playboy » du tennis habitué des night-clubs et fréquentant la « jetset » de la Côte d'Azur, il est un ami intime de Gunter Sachs et Brigitte Bardot. Joueur international de backgammon, il a été champion du monde en 1977.
Au cours de sa carrière, il a mené des activités immobilières en Floride puis a dirigé la Blanchisserie des Alpes-Maritimes située à Carros. Il a également occupé le poste de président du conseil d'administration de l'hôtel Westminster à Nice, propriété familiale depuis 1901. Dans les années 1990, il contribue au développement du padel en France.
Il a eu trois enfants avec une mannequin suédoise, dont Jean-Noël Jr. dit Nallé, joueur de tennis professionnel au milieu des années 1990 (531e mondial en 1997), ancien candidat de l'émission de télé-réalité Nice People reconverti dans le padel et l'immobilier. Il est aussi l'oncle de l'entrepreneur Fabrice Grinda.

## Palmarès (partiel)

### Finale en simple messieurs
| No | Date       | Nom et lieu du tournoi | Catégorie | Surface      | Vainqueur     | Score          |  |
| -- | ---------- | ---------------------- | --------- | ------------ | ------------- | -------------- |  |
| 1  | 27-09-1959 | Coupe Porée, Paris     |           | Terre (ext.) | Pierre Darmon | 10-8, 6-2, 6-3 |  |

### Finale en double messieurs
| No | Date       | Nom et lieu du tournoi                  | Catégorie | Surface    | Vainqueurs                      | Partenaire    | Score   |  |
| -- | ---------- | --------------------------------------- | --------- | ---------- | ------------------------------- | ------------- | ------- |  |
| 1  | 20-09-1964 | Colonial National Invitation Fort Worth |           | Dur (ext.) | José Luis Arilla Manuel Santana | Pierre Darmon | Partage |  |

## Parcours dans les tournois duGrand Chelem

### En simple
| Année | Open d'Australie | Open d'Australie | Internationaux de France | Internationaux de France | Wimbledon       | Wimbledon       | US Open         | US Open         |
| ----- | ---------------- | ---------------- | ------------------------ | ------------------------ | --------------- | --------------- | --------------- | --------------- |
| 1953  | —                | —                | 3e tour (1/16)           | Fausto Gardini           | 2e tour (1/32)  | T. Johansson    | —               | —               |
| 1954  | 2e tour (1/8)    | Rex Hartwig      | 2e tour (1/32)           | Jaroslav Drobný          | 3e tour (1/16)  | Sven Davidson   | —               | —               |
| 1955  | —                | —                | 3e tour (1/16)           | Luis Ayala               | 1er tour (1/64) | N. Pietrangeli  | —               | —               |
| 1956  | —                | —                | —                        | —                        | —               | —               | —               | —               |
| 1957  | —                | —                | 1er tour (1/64)          | Warren Woodcock          | —               | —               | —               | —               |
| 1958  | —                | —                | 3e tour (1/16)           | Orlando Sirola           | 1er tour (1/64) | Sven Davidson   | —               | —               |
| 1959  | —                | —                | 3e tour (1/16)           | Giuseppe Merlo           | 1/8 de finale   | Bobby Wilson    | —               | —               |
| 1960  | —                | —                | 3e tour (1/16)           | Giuseppe Merlo           | 3e tour (1/16)  | Albert Gaertner | —               | —               |
| 1961  | —                | —                | 2e tour (1/32)           | Ken Fletcher             | —               | —               | —               | —               |
| 1962  | —                | —                | 3e tour (1/16)           | Boro Jovanović           | 2e tour (1/32)  | Premjit Lall    | —               | —               |
| 1963  | —                | —                | 1er tour (1/64)          | Jiří Javorský            | 1er tour (1/64) | István Gulyás   | —               | —               |
| 1964  | —                | —                | 3e tour (1/16)           | Manuel Santana           | —               | —               | 1er tour (1/64) | Antonio Palafox |
| 1965  | 2e tour (1/16)   | Osamu Ishiguro   | 3e tour (1/16)           | John Newcombe            | —               | —               | —               | —               |

N.B. : à droite du résultat se trouve le nom de l'ultime adversaire.